# Parafia Matki Bożej Nieustającej Pomocy w Sowinie

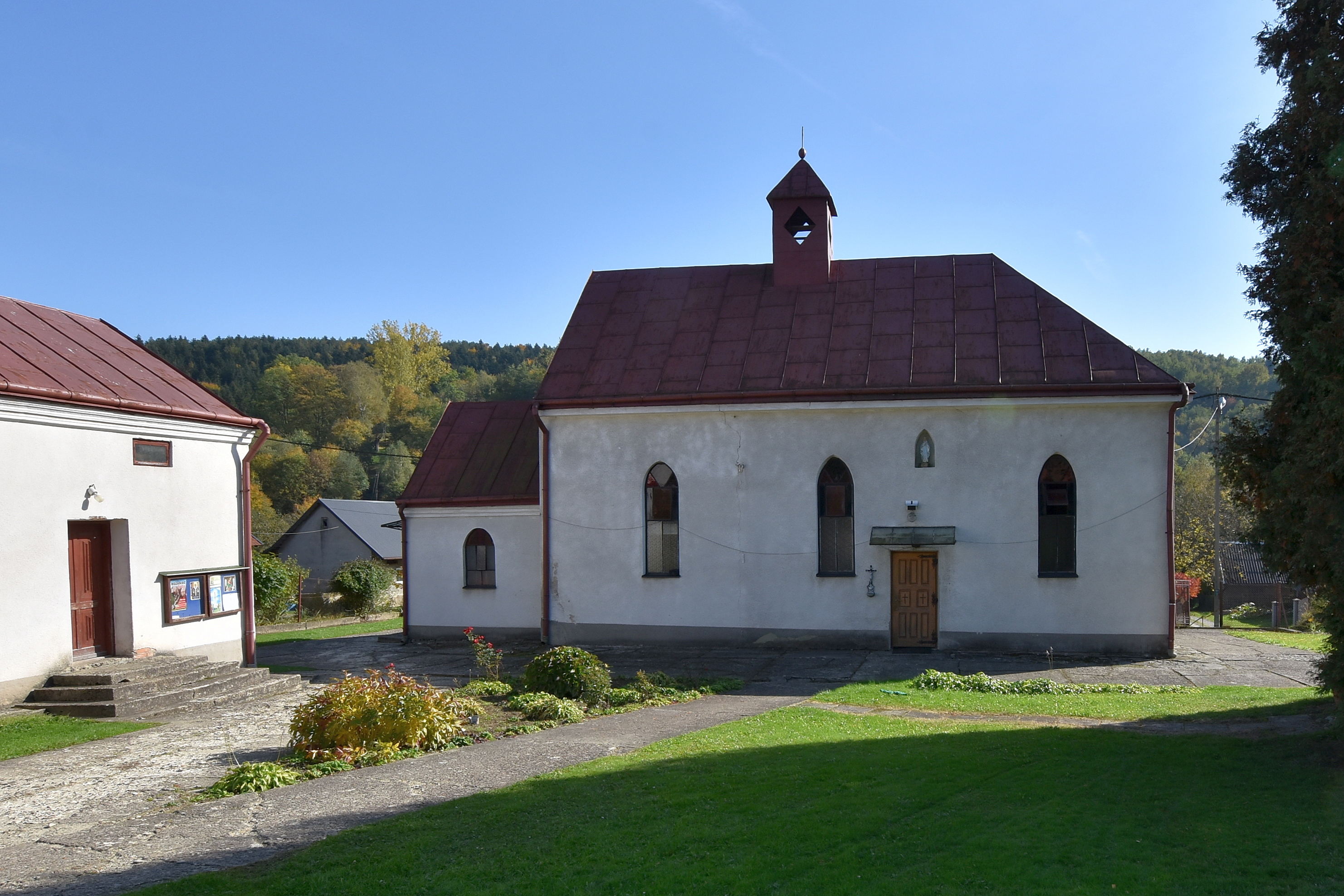
Kaplica z 1975

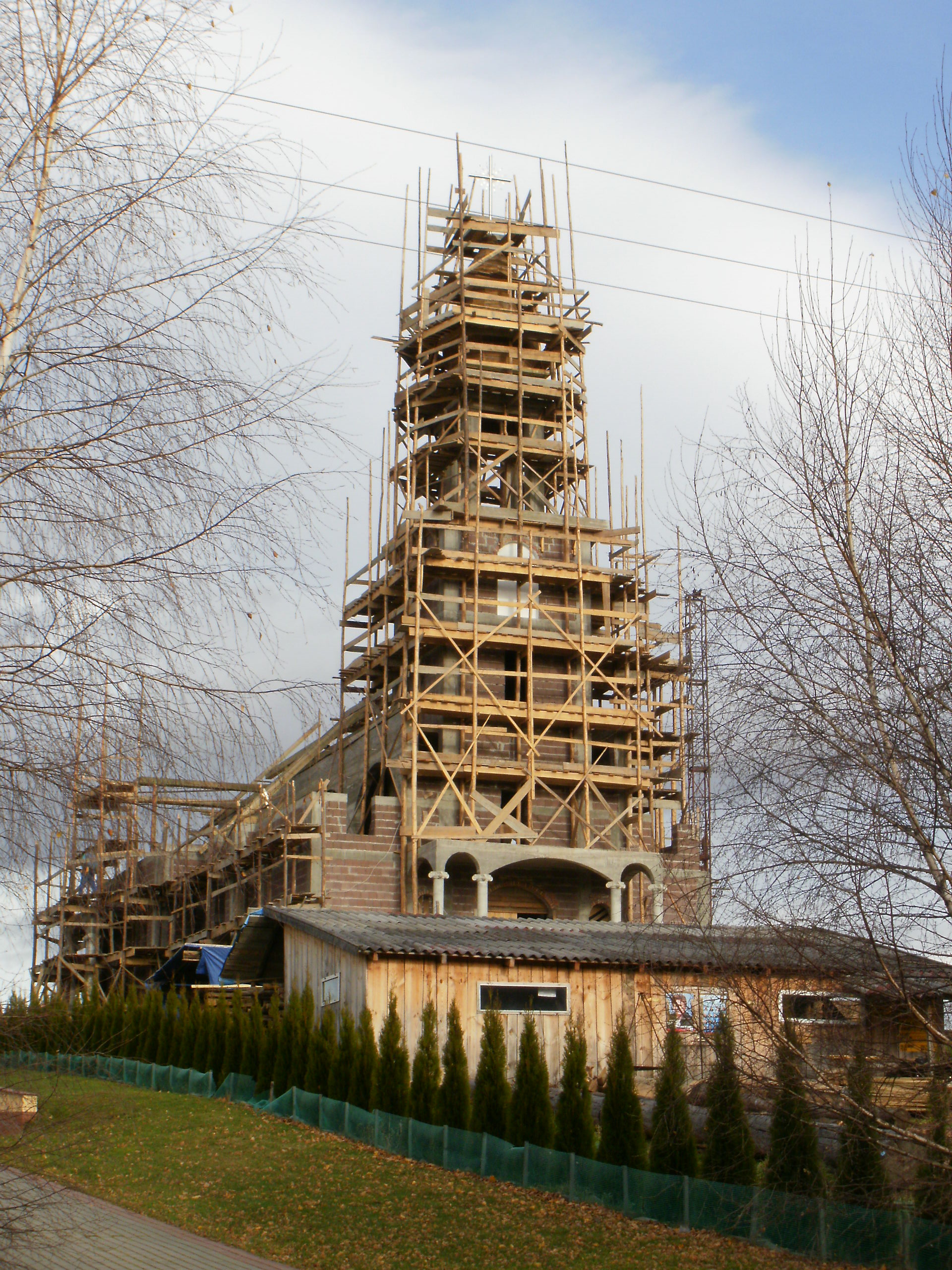
Kościół w trakcie budowy (listopad 2010)

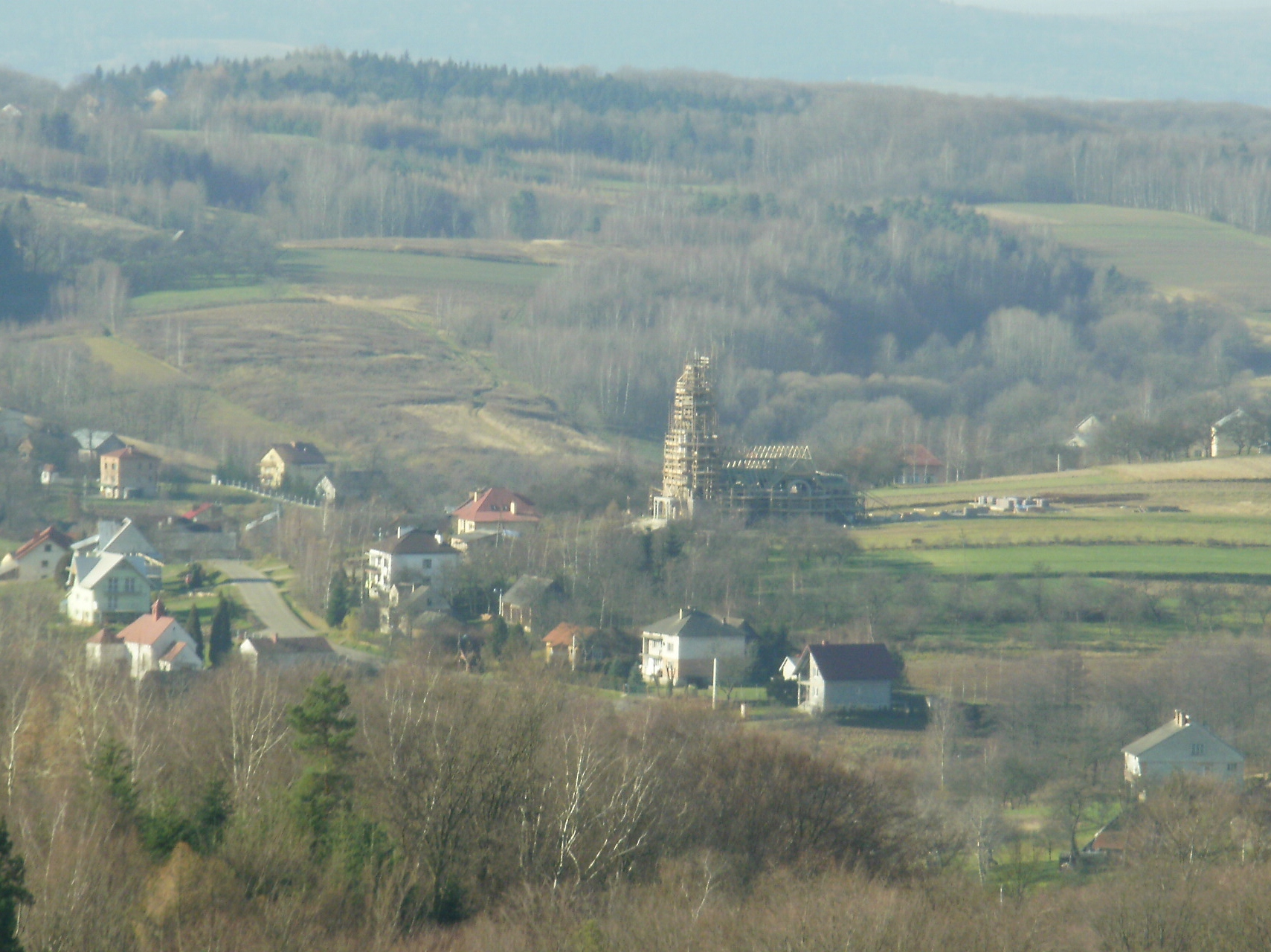
Widok budowy kościoła z Przysiółku „Rzym”

Parafia Matki Bożej Nieustającej Pomocy w Sowinie – rzymskokatolicka parafia diecezji rzeszowskiej w dekanacie brzosteckim.

## Historia powstania parafii w Sowinie

### Przynależność osady Sowina do parafii Bieździedza
Bieździedza została przekazana przez króla Władysława Łokietka swoim rycerzom w 1306 roku. Akcja osadnicza na terenach pomiędzy rzekami Białą i Wisłoką trwała ponad 80 lat. „Do takich wsi należała właśnie Bieździedza”:
”...B e z d o c h o u i c i  villa: Vnic, Gostenta; S u e p e t n i c i  villa: Nenomysl; C r o t h o u i c i  villa: Croth, Varga, Zuloth, Mlodos, Wisetrop; S e b n a  villa: Graza, Gnevan; ...P i l z n o; ... C l e c e c i  villa: Ztroy, Piuona, Crazica, Vnes, Ceassek, Negan, Zgbon; B r e s t e k  villa: Banz, Rados...”
Co w tłumaczeniu przedstawia się następująco:
Wieś B i e ź d z i e d z a: Unik, Gostenta; wieś S i e p i e t n i c a: Nienomyśl; wieś K r o t o w i c e (Warzyce): Krot, Warga, Zulot, Młodosz, Wizetrop; wieś S z e b n i e: Graza, Gniewan;...P i l z n o; ...wieś K l e c i e: Stroj, Piwonia, Krasica, Uniesz, Krasek, Niegan, Zyboń; wieś B r z o s t e k: Banc, Radosz....
Z powyższego wynika, że w Bieździedzy byli dwaj gospodarze Unik i Gostenda. Ale wiemy też, że nazwa tej osady pochodzi od określenia osadnika, który nie posiadał potomka, był  „bez dziedzica” – Bezdad.
S o w i n a, jako osada wsi Bieździedza jest nierozerwalnie związana z tymi dokumentami.
Parafia Bieździedza zajmowała teren rozległy obejmujący wsie: „Sowinę do granic Kleci, od południa graniczyła z Krotowicami (Warzyce), a od południowego zachodu ze wsią Zantkowa, leżącą od tej strony na podzamczu Golesza, zaś od zachodu ze wsią Kołaczyce. Pierwszy kościół na takim obszarze parafialnym zbudowany był w pobliżu starego, drożnego jeszcze wówczas traktu (z Kleci przez Sowinę, dzisiejsze przysiółki Rzeki i Baszta na Warzyce)...”.
S o w i n a  poprzez przynależność do parafii w Bieździedzy, początkowo jako osada a potem już jako wieś parafialna była zobowiązana do różnego rodzaju posług na rzecz właścicieli Bieździedzy.  Spisany inwentarz plebanii w Bieździedzy 26 czerwca 1786 r. po śmierci proboszcza ks. Michała Romera, gdzie wielokrotnie wymienia się wieś Sowinę, np. „Inskrypcja i dekret na grunt chłopski w Sowinie leżący, Lesczniowka (Leśniówka) zwany, z 1607 r.”. Ponadto:
„1. (Pola plebańskie). Pole nazwane Łan graniczy na wschód od dominium Bieździadka, na południe i zachód z dominium Bieździedza, a na północ z dominium Sowina. To pole leży na gruncie więcej piaszczystym niż górzystym, przez nie przepływa potok Rzeki nazwany, który rzadko i to małą szkodę robi, zawiera w sobie podług wymiarów urbarialnych 50 morgów 670² sążni. Na tym polu może być wysiewu 67 korców 21 garnców, z tego na ugór 0”
Wymienia się także dochody z poszczególnych „dominium”, i tak: „Dominium Sowina ma podług trzyletnich rejestrów dochód roczny 702 kopy, stąd dziesięcina wynosi 70 kóp 16 snopków, po 30 kr., co daje 35 złr. 8 kr.”.
Za proboszcza Stanisława Miernikiewicza w trakcie wizytacji dekanalnej 16 listopada 1787 r. jest w protokole następujący zapis:
„Parafia tego kościoła sięga od strony wschodniej do wsi Bieździadka, Lublica i Łazy, od strony południowej do wsi Bieździedza, Góry i Łazy, na zachód i północ do wsi Sowina Górna i Dolna. (...) We wsi Sowina jest 75 rodzin, dusz 430, wyspowiadanych na Wielkanoc 312, ochrzczonych 16. W tejże samej Sowinie są 2 rodziny niewierne i 11 dusz”
W II poł. XVIII wieku został wprowadzony przez władze galicyjskie tzw. szematyzm (łac. schematismus), obowiązek corocznego notowania danych o stanach parafii. Dzięki temu istnieje informacja od 1862 r. do 1937 r. o przynależności Sowiny do Bieździedzy. Wśród danych dotyczących ilości wiernych jest także informacja o płaconym podatku, rodzaju szkoły itp.

### Historia kościółka filialnego
Mieszkańcy wsi przez siedem wieków uczęszczali do kościoła parafialnego w Bieździedzy, odległego o 7 km (niektórzy nawet 9 km). Ksiądz kanonik Stanisław Karabin tak wspomina:
„W roku 1969 w miesiącu sierpniu przybyłem do parafii Bieździedzy jako wikariusz parafialny dla księdza prałata Stanisława Bałuka. Poleceniem Kurii Biskupiej    przyjąłem całkowity zarząd parafii „In Spiriktualibus et Temporalibus”
Początkowo w 1970 roku utworzono we wsi tzw. „punkt sakralny”, który nie miał stałego miejsca (organizowano go w domach prywatnych za pozwoleniem Ordynariusza diecezji przemyskiej). Odprawiano nabożeństwa w domach nowo budowanych, które jednocześnie były poświęcane. Do takiego domu zabierano obraz Matki Boskiej Częstochowskiej i odprawiano mszę świętą. Po pewnym czasie o tej sytuacji dowiedziała się Służba Bezpieczeństwa i Milicja. Zaczęto ludzi straszyć karami za nielegalne zgromadzenia religijne. Mieszkańcy nie dali się zastraszyć i dalej odprawiano nabożeństwa, ale już w jednym domu (punkt katechetyczny). Najpierw u Stanisława Zapór a potem w domu Henryki i Bolesława Lechwar (dom stał ok. 100 m od głównej drogi). Taka sytuacja trwała do 1973 roku. „W roku 1973, miesiącu czerwcu – wspomina dalej ks. Karabin – przywieziono do Bieździedzy na plebanię na motorze przez Stanisława Zapór, Emilię Siemiak baptystkę, która wyprowadziła się z Sowiny i zamieszkała na Śląsku w Włodzisławie. Przybyła do mnie z propozycją, abym kupił od niej dom, ogród i pole dla potrzeb Kościoła w Sowinie... Z miejsca wyraziłem chęć kupna domu”. Dom z szopą został zakupiony za 110 tys. zł. Pole kupił sąsiad. Kontrakt został zawarty 6 października 1973 roku (ostateczna kwota z kosztami 123 tys. zł). Nabywcą nie mógł być Kościół, zatem kontrakt zawarto na nazwisko Władysława Sarneckiego, który później na rozprawie w Krośnie oświadczył, że dom ofiaruje na kościół. Budynek dostosowano dla potrzeb kościółka, który budowany był nocami „w tajemnicy przed bezpieką”. Mieszkańcy stworzyli system ostrzegania, czy na drodze od Bieździedzy nie jedzie patrol milicji. W budowie pomagali parafianie z Bieździedzy, Bieździadki i Lublicy a nawet z innych sąsiednich parafii. Pomagali także byli mieszkańcy wsi z zagranicy (USA, RFN, Anglia) i innych polskich miast.
W dniu 20 maja 1975 roku, ks. biskup Ignacy Tokarczuk dokonał konsekracji kościoła.

## Powołanie do życia parafii
W czerwcu 2006 r. Z inicjatywy aktywu wiejskiego z Sowiny (Jan Kutyna, Antoni Ząbkowicz, Józef Liszka, i in.), przy wsparciu duchowieństwa wywodzącego się ze wsi (ks. prałat Jan Kutyna, o. Mikołaj Lechwar, i in.), wystąpiono do Kurii Diecezjalnej w Rzeszowie za pośrednictwem proboszcza w Bieździedzy z wnioskiem utworzenia parafii w Sowinie. Proboszcz parafii w Bieździedzy, ks. Emil Zachara powołał w tym celu: Komitet Organizacji Powołania Parafii w Sowinie. W dniu 27 sierpnia, ordynariusz diecezji rzeszowskiej biskup Kazimierz Górny ogłosił akt erekcyjny parafii w Sowinie oraz mianował ks. Marka Płazińskiego, proboszczem. Sowina po 720 latach odłączona zostaje od parafii Bieździedza i jest samodzielną jednostką parafialną.

### Granice
Parafia swoim zasięgiem obejmuje obecny obszar wsi Sowina, która graniczy: od płn. z Januszkowicami, od wsch. z Gogołowem, od płd. z Bieździedzą i Bieździadką, od zach. z Kołaczycami i Nawsiem Kołaczyckim.

### Duchowni pochodzący z Sowiny
| Lp. | Imię i nazwisko    | Daty /ur.-zm./        | Imię zakonne            | Święcenia       | Przynależność                   |
| --- | ------------------ | --------------------- | ----------------------- | --------------- | ------------------------------- |
| 1.  | Józef Szafraniec   | 18.02.1914-16.12.1990 | O. Stefan od św. Józefa | 1938 (Rzym)     | Zgromadzenie Męki Pańskiej (CP) |
| 2.  | Henryka Wilisowska | 2.04.1927-?           | ?                       | ?               | Serafitki                       |
| 3.  | Władysław Lechwar  | 13.05.1939            | O. Mikołaj              | 1964 (Kraków)   | Zakon Braci Mniejszych (OFM)    |
| 4.  | Jan Kutyna         | 7.07.1948             | Prałat                  | 1972 (Przemyśl) | Archidiecezja przemyska         |
| 5.  | Adam Lechwar       | 1963                  | ksiądz                  | 1990 (Przemyśl) | Diecezja sandomierska           |
| 6.  | Małgorzata Lechwar | 1966                  | s. Małgorzata           | 1990            | Szarytki                        |
| 7.  | Ewa Lechwar        | 1977                  | s. Ewa                  | ?               | Szarytki                        |
| 8.  | Małgorzata Lechwar | 1971                  | s. Miriam               | ?               | Albertynki                      |

## Proboszczowie
| Lp. | Proboszcz               | Lata posługi |
| --- | ----------------------- | ------------ |
| 1.  | Kanonik Marek Płaziński | 2006-        |
| 2.  |                         |              |

### Cmentarz
Cmentarz komunalny w Sowinie Górnej (przysiółek „Rola”)